# Sosigenes (Mondkrater)
Sosigenes ist ein Einschlagkrater auf der Mondvorderseite am westlichen Rand des Mare Tranquillitatis. Er liegt nordwestlich des Kraters Arago und südwestlich von Maclear.
Er ist schüsselförmig mit flachem Kraterboden und kaum erodiert.
Östlich des Kraters befindet sich ein in vorwiegend nordsüdlicher Richtung verlaufendes System von Mondrillen, die Rimae Sosigenes.
| Buchstabe | Position          | Durchmesser | Link |
| --------- | ----------------- | ----------- | ---- |
| A         | 7,75° N, 18,45° O | 11 km       |      |
| B         | 8,32° N, 17,2° O  | 4 km        |      |
| C         | 7,21° N, 18,96° O | 3 km        |      |

Der Krater wurde 1935 von der IAU nach dem griechischen Astronomen Sosigenes aus Alexandria offiziell benannt.